# Seamus Boxley
Seamus Boxley (Mountlake Terrace, 21 september 1982) is een Amerikaans voormalig basketbalspeler. 

## Carrière
Boxley speelde collegebasketbal voor de Portland State Vikings van 2000 tot 2005. Hij werd niet gekozen in de NBA Draft van dat jaar maar speelde wel in de NBA Summer League voor de Portland Trail Blazers. Hij tekende daarna bij de Portland Chinooks en speelde ook in China bij Fujian Xunxing. Hij tekende voor het daaropvolgende seizoen bij Tulsa 66ers. Hij speelde vijf seizoenen in Nederland in de Eredivisie, één jaar voor Matrixx Magixx uit Nijmegen en vier jaar voor Zorg en Zekerheid Leiden. Tussendoor speelde hij voor het Duitse Giessen 49ers. In 2012 werd hij verkozen tot de Meest Waardevolle Speler in de Eredivisie, de hoogste individuele prijs in de competitie voor de beste speler.
In 2012 tekende hij bij het Oostenrijkse Oberwart Gunners waar hij een seizoen speelde. Het volgende seizoen tekende hij in Oekraïne bij BK Hoverla. Hij speelde nog twee seizoenen in de Belgische competitie bij Limburg United en Spirou Charleroi.

## Erelijst
Met club
- 1 Nederlands kampioenschap  (2011)
- 2 NBB Bekers  (2010, 2012)
- 1 Supercup  (2011)

Individueel
- 1 Eredivisie MVP  (2012)
- 1 OBL MVP  (2013)
- 2 DBL All-Star Team  (2011, 2012)
- 4 DBL All-Star  (2009, 2010, 2011, 2012)

## Statistieken
Dutch Basketball League
| Jaar    | Team   | GS | MPW  | 2P%  | 3P%  | VW%  | RPW | APW | SPW | BPW | PPW  |
| ------- | ------ | -- | ---- | ---- | ---- | ---- | --- | --- | --- | --- | ---- |
| 2009–10 | Leiden | 31 | 34.0 | .552 | .261 | .686 | 6.9 | 2.6 | 0.9 | 1.1 | 16.6 |
| 2010–11 | Leiden | 35 | 33.4 | .564 | .366 | .665 | 6.3 | 2.5 | 1.0 | 0.7 | 15.7 |
| 2011–12 | Leiden | 40 | 32.6 | .506 | .208 | .711 | 6.6 | 2.3 | 0.9 | 0.8 | 14.8 |